# Johan August Brinell
Johan August Brinell (Bringetofta, Nässjö, 21 de novembro de 1849 — Estocolmo, 17 de novembro de 1925) foi um engenheiro sueco.
Criador do método Brinell para determinar a dureza de um material, proposto em 1900 durante a Exposição Universal de Paris. Consiste em comprimir uma bola de aço temperado, de um diâmetro determinado, sobre o material a ensaiar, por médio de um ónus e durante um tempo estabelecido. Realizou ademais estudos sobre a composição interna do aço durante o processo de aquecimento e arrefecimento.